# Amethystea
Amethystea là một chi thực vật có hoa trong họ Hoa môi (Lamiaceae).

## Loài
Chi Amethystea gồm một loài duy nhất: Amethystea caerulea Linnaeus. 1753